# Astrid Oosenbrug
Roberta Francina Astrid (Astrid) Oosenbrug-Blokland (Rotterdam, 6 juli 1968) is een Nederlands bestuurder. Van 2012 tot 2017 was zij lid van de Tweede Kamer voor de Partij van de Arbeid (PvdA).

## Biografie
Oosenbrug was het zesde kind van een marinier en zijn echtgenote. Toen ze vier jaar oud was, vertrok haar moeder naar Griekenland. Ze kwam vervolgens in een weeshuis terecht en daarna in een pleeggezin. Ze zat op zeven middelbare scholen, maar maakte er geen enkele af. Ze specialiseerde zich in de ict en werd politiek actief voor de PvdA.
Oosenbrug was van 20 september 2012 tot 23 maart 2017 lid van de Tweede Kamer der Staten-Generaal. Ze zetelde ook namens de socialistische fractie in het Benelux-parlement. Daarvoor was zij gemeenteraadslid in Lansingerland (2010-2012).
In 2017 deed zij een poging om met Gerard Oosterwijk duo-voorzitter van de landelijke PvdA te worden, na het vertrek van Hans Spekman. Deze poging mislukte. Op 24 november 2018 werd Oosenbrug verkozen tot voorzitter van het COC, de Nederlandse belangenvereniging van de LHBTQ+-gemeenschap. Ze volgde in die functie Tanja Ineke op. In juni 2025 werd Oosenbrug als voorzitter van het COC opgevolgd door Myrtille Danse.
In september 2019 heeft zij, samen met Victor Gevers en Chris van 't Hof, de stichting Dutch Institute for Vulnerability Disclosure opgericht.
- Parlement.com: vj2uuu32c4ng